# 한반도 분단

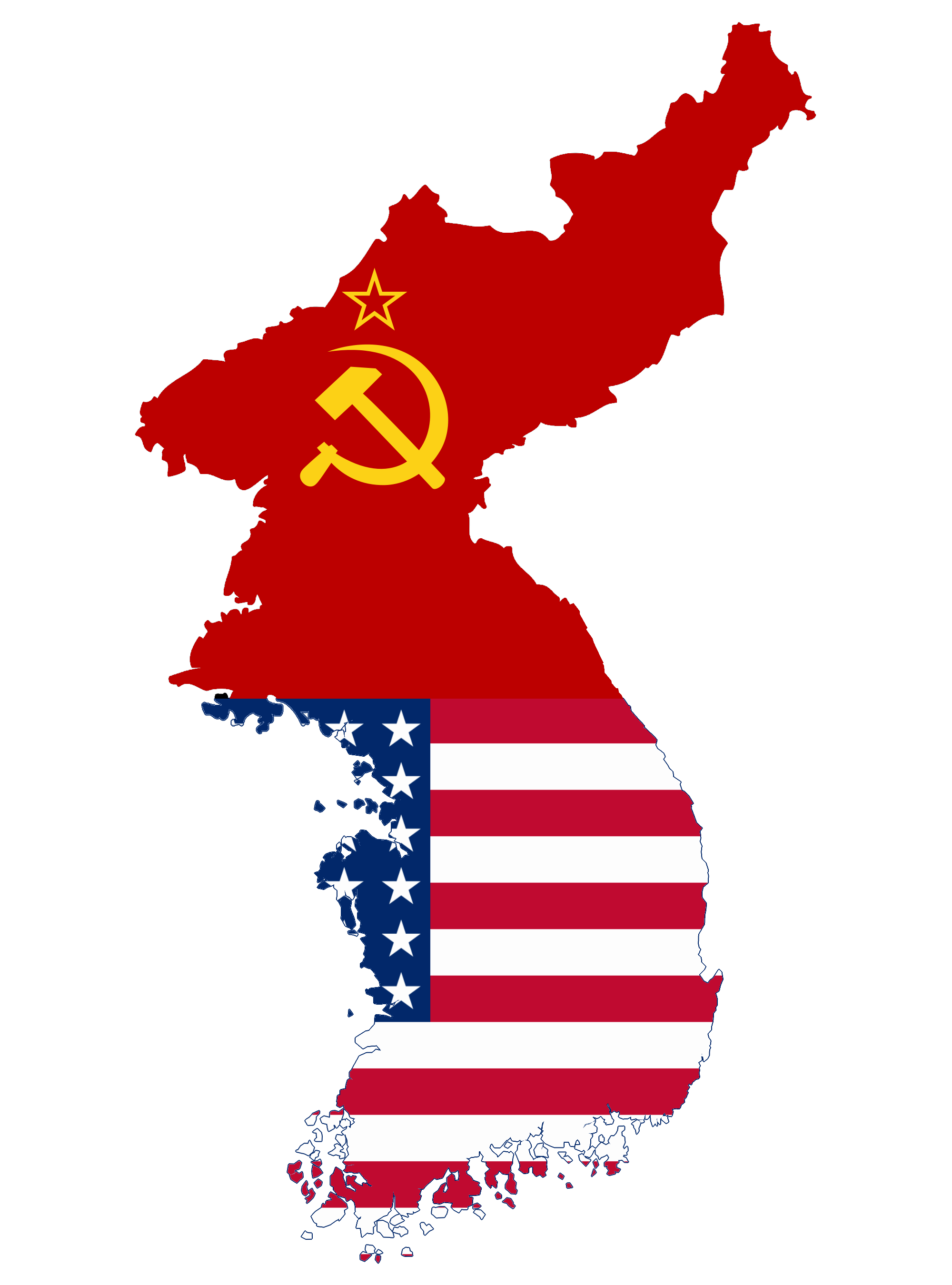
한반도가 분단된 모습. 38선을 기준으로 소련이 점령한 북쪽에는 조선민주주의인민공화국이 설립되었고 미국이 점령한 남쪽은 대한민국이 설립되었다.

한반도 분단(한국 한자: 韓半島 分斷, 문화어: 조선반도 분단(한국 한자: 朝鮮半島 分斷))은 제2차 세계 대전 이후 군정기를 거쳐 한반도에 두 개의 통치 기구가 수립되면서 대한민국과 조선민주주의인민공화국으로 분단된 사건이다. 대한민국에서는 남북 분단(한국 한자: 南北 分斷)이라고도 한다. 이 문서에서는 한반도에서 '분단'이라는 단편적인 사건에 그치지 않고 배경과 분단 이후 현재까지의 모든 정치적 상황(한국 전쟁 포함)을 포괄하여 기술하기로 한다.

## 배경

### 한반도 분단과 조선총독부
일본 제국은 미국에 의해 두 개의 원자폭탄을 폭격당하고, 1945년 8월 15일, 무조건 항복을 선언함으로써 제2차 세계대전은 종결되었다. 이때 소련은 연합국의 일원으로 이미 8월 13일에 함경북도 청진시까지 내려와 일본 제국과 청진 전투를 벌여 8월 15일에 청진 시를 점령했다. 이 날 미군에 의해 일본이 항복했음에도 불구하고 계속 소련군이 남진하자 미국은 소련이 한반도 전체를 점령하는 것을 막기 위해서 38선 북쪽은 소련군이 주둔하고, 남쪽은 미군이 주둔하기로 합의하였다. 그러자 소련은 곧바로 8월 21일에 강원도 원산을 거쳐 8월 24일엔 평양을 점령했다.
그런데 군사적 분계선으로 합의한 삼팔선을 소련은 일방적으로 1945년 8월26일 공식적으로 봉쇄하면서 남북 분단을 초래하였다.
그 후 미군은 9월 8일에 인천에 상륙하여 9일부터 삼팔선 이남을 관할하기 시작하였다. (→한국의 군정기) 한편, 경성 중앙청에서는 조선총독부가 소련군이 경성을 점령하고 시베리아로 유배된다는 우려로 인해 여운형에게 총독부를 맡기게 했는데 사실 이는 여운형에게 일본의 안전보장과 뒷일을 맡기게 한 것이다. 하지만, 오히려 여운형은 8월 16일에 오전 9시에 정치범들을 모두 석방하고 조선건국준비위원회를 세웠다. 한편, 같은 시간 저녁 때쯤 청진 전투가 끝났고 소련이 결국 함경북도 청진시를 점령하였다. 이어 8월 18일에 소련이 청진시의 정치범들을 모두 석방시켰고 그 속엔 정상진도 끼어있었다.
그런데, 8월 20일이 넘어도 소비에트 연방이 오지 않자, 조선총독부는 미국이 남한에 오기 전에 '조선인들이 일본을 괴롭히고 있고, 소련편을 든다'고 거짓정보를 알리자 이에 미국은 남한을 미워하면서 통제된 상태를 원하게 되었다. 게다가, 3년 군정을 다 한 후, 미국은 애치슨 선언을 실시했는데 이는 대한민국이 제외된 방위선이였지만, 미국은 한국 전쟁에서 국제 연합군으로 참여함으로써 적화통일을 면할 수 있었다. 이에 조선민주주의인민공화국은 한국 전쟁을 미국이 남조선을 부추겨서 먼저 전쟁을 일으켰고 미국이 다른 국가를 강제로 전쟁에 참가하게 만들었을 뿐만 아니라 많은 한국인들을 괴롭혔다는 거짓 뉴스를 주장하기도 했다.

### 자주적 독립운동의 실패
1944년 8월 여운형은 일본의 패망이 얼마 남지 않았음을 직감하고 건국동맹을 결성하였다. 건국동맹은 일본이 패망하자 건국준비위원회를 결성하였고 미군이 주둔하기 전에 국가의 형태를 갖추고자 서둘러 1945년 9월 6일 조선인민공화국의 수립을 선포하였다. 당시 선포된 조선인민공화국은 이승만을 주석으로 하고 부주석에 여운형, 국무총리에 중도 좌파인 허헌을 추대하였다. 그러나, 조선인민공화국은 대한민국 임시정부 측 요인이 참여하지 않은 점과 건국준비위원회 단계에서 대다수 우익 인사들이 참여를 철회한 점 등의 약점이 있었다. 이러한 약점에도 불구하고 조선인민공화국은 남북을 통틀어 군·면 단위까지 인민위원회를 갖추고 한민족의 자주적 노력에 의한 독립 국가의 실현을 위해 노력하였다. 그 결과 1945년 11월이 되자 13개 면을 제외한 한반도 전 지역에 인민위원회가 수립되었으며 일본 경찰의 무기를 빼앗아 자체적인 치안을 확보하였다.
조선인민공화국을 통해 자주적인 독립국가를 실현하려한 노력은 미국과 소련의 이해 관계에 의해 실패하였다. 미군정은 조선인민공화국과 대한민국 임시정부를 인정하지 않았으며 친미적인 우익인사를 중심으로 한 정권의 수립을 위해 한국민주당의 인사들과 긴밀하게 연락하였다. 한편, 38선 이북에서 소련은 직접적인 군정을 실시하지는 않았으나 인민위원회를 공산주의적 조직으로 재편하고 친 소련 성향의 김일성을 지도자로서 부각시켰다.

### 미·소 공위의 결렬
1945년 12월 16일, 미국, 영국, 소련은 전후 문제를 처리하기 위해 모스크바에서 외무장관 회의를 개최하였다. 이 회의에서 미국과 소련은 첨예한 대립을 보였으나 결국 의견을 조율하여 12월 27일 〈한국 문제에 관한 4개항의 결의서〉라는 이름의 합의문을 발표하였다. 이 합의문에서 세 나라는 한반도에 민주적인 정부를 수립하기 위해 미소공동위원회를 하고 미국, 소련, 영국, 중국이 최장 5년 기간 동안 신탁통치를 하기로 합의하였다.
모스크바 삼상회의의 신탁통치 결정 소식이 알려지자 한반도는 찬탁과 반탁으로 갈려 극심한 이념 갈등을 빚게 되었다. 한편, 우익인 한민당의 입장을 대변했던 당시 동아일보는 "소련은 신탁통치 주장, 미국은 즉시 독립 주장, 소련의 구실은 38선 분할 점령"이라고 보도하여 사회적으로 반탁운동이 일어나는 데 일조하였다. 그러나, 진보주의 역사관을 가진 이은은 본 교서의 뜻을 왜곡한 것이라고 한다.
미소공동위원회는 결국 아무런 소득이 없이 결렬되었으며 한반도는 남북에 각기 다른 정부가 수립되는 형국을 맞게 되었다. 미소공동위원회가 성과 없이 해산되자 미국은 한반도 문제를 유엔으로 이관하였고, 남북의 분단은 가속화되었다. 1947년 11월 14일 유엔은 유엔 감시하의 남북총선거를 가결하였다. 그러나 남한에 비해 인구가 적은 북한이 유리하다고 판단한 소련은 결의안을 허용하였다.

## 분단

### 남북 정부의 수립
소련과 미국이 한반도에서 자신들의 영향력 증대를 우선한 것은 냉전의 시작이었다. 이러한 가운데에서도 당시 여론은 좌우 합작을 통한 중도적인 통일정부의 수립이었다. 그러나 북측은 소련군정이 1945년 8월 26일~28일 삼팔선을 봉쇄하면서부터 공산화를 진행하여 1946년 2월 8일 김일성을 위원장으로 하는 '북조선임시인민위원회'를 주권기관으로 하는 단독정부 수립을 모두 마쳤다. 이에 남측에서는 1946년 6월 3일 이승만이 단독정부 수립을 천명하자 중도 정치 세력들은 1946년 7월 좌우합작 7원칙을 발표하였다. 그러나 미군정은 한민당을 중심으로 한 "남조선과도입법위원회"를 구성하였고 이로 인해 좌우 합작은 결렬되었다. 한편 일본 패망이 보일 때 뒤늦게 연합국에 합류한 소련은 이미 스탈린의 계획하에 1945년 10월10일 '조선공산당북조선 분국'을 설치하고, 친소 김일성을 책임비서로 임명했다. 그리고 해방후 6개월만인 1946년 2월 16일에 북조선인민위원회를 설립하여 북측을 공산화 시켰다.
1947년이 되자 미국과 소련의 냉전이 본격화되었고 유엔에서 남한만의 단독 선거가 의결되자 분단을 반대하던 민족주의 정치가들은 위기의식을 느꼈다. 한국독립당의 김구와 민족자주연맹을 조직한 김규식 등은 남북의 모든 정치세력이 평양에 모여 전조선 제정당사회단체 대표자 연석회의를 열 것을 제안하였다. 김일성은 이 대회를 이북 정권의 정당성 확보의 장으로 이용하려 하였으며 이후 김구는 5·10 단독 선거에 불참하면서 통일 국가의 수립을 역설하였으나 뜻을 실현하지 못한 채 안두희에게 암살당하였다.
1948년 8월 15일 대한민국이 정부 수립을 선포하여 일제에서 해방을 알렸으나 9월 9일에는 북한에서도 조선민주주의인민공화국이 선포되어 한반도는 공식적인 분단의 상황에 처하게 되었다.

## 갈등의 격화

### 전쟁
- 남북의 대립과 냉전

남과 북에 각각 단독 정부가 수립된 뒤 남북의 갈등은 점점 격화되었다. 이승만은 국가보안법을 통하여 좌익 정치세력을 불법화시키는 한편 "북진통일론"을 내세웠다. 한편, 북에서는 한 때 좌우합작에 주도적이었던 중도 우파인 조만식이 가택 연금을 당하는 등 우익 정치세력에 대한 억압이 있었고, 김일성은 1949년부터 지속적으로 남침 의사를 소련에 타진하였다. 이러한 남북 갈등의 고조는 무력 분쟁으로도 이어져 1949년 한 해 동안 크고 작은 교전이 있었다. 그리고 김일성은 소련과 미국이 한반도에서 철수시키는 걸 요구함으로써 미국과 소련은 한반도에서 물러났는데 김일성은 소련을 방문하여 비밀 협상을 하였고 소련 무기를 조선민주주의인민공화국 영토에 들어오게 하였고 중공군도 전쟁에 포함시켰다.
1949년 초까지만 해도 소련은 미군의 한국 개입 등을 이유로 전쟁 개시에 반대하고 있었다. 그러나 중국의 국공내전에서 중국공산당이 승리하고 소련 역시 핵개발에 성공하게 되자 전쟁 개시에 찬성하게 된다. 한편, 미국은 에치슨 라인을 발표하며 미군을 철수하면서도 한반도에 만약의 상황이 발생할 경우 즉각 개입할 것임을 분명히 하였다. 한국전쟁은 소련과 미국이 각자 한반도에 일정한 영향력을 행사하는 가운데 벌어진 전쟁이었다.
- 6.25 전쟁 (한국전쟁의 발발)

1950년 6월 25일 새벽 4시를 기해 조선인민군의 대대적인 남한 침략이 시작되었다. 전면전을 예상하지 못하였던 국군은 3일만에 서울을 내주고 후퇴하기 시작하였다. 조선인민군은 정면 공격을 통해 승리하였지만 유엔군으로 인해 완전한 침략에 실패하였다. 한편, 낙동강 전선까지 밀렸던 국군은 미군을 비롯한 유엔군(연합군)의 개입으로 전세를 역전하였다. 7월 13일, 이승만은 미국 CBS와의 인터뷰에서 "북한군의 행동은 38선을 제거시켜 주었고, 38선에 의한 분단이 지속되는 한 한반도에서 평화와 질서는 결코 유지될 수 없다.", "침략자를 격퇴하는 데 있어 한국군은 결코 38선에서 멈추지 않을 것이다"고 주장하였다. 인천 상륙 작전 이후 9월 27일에 서울을 수복하였다. 이후 미군과 국군과 북진을 결행하였고 10월 1일에 국군이 제일 먼저 북진을 하였고, 10월 7일에 드디어 미군이 북진을 시작하였다. 그러나, 김일성이 이미 10월 9일에 주요적인 정부, 단체, 기관, 부대, 수뇌부 등을 평양에서 철수시킨 뒤였다. 조선민주주의인민공화국은 강계를 임시 수도로 정하고 주요적인 정부, 기관, 등을 그 쪽으로 철수시켰다. 10월 12일에 김일성 역시 평양에서 철수하여 덕천에 잠시 머물렀다가, 10월 19일에 대한민국이 평양을 점령한 날에 덕천에서 철수하였고, 희천을 거쳐 강계까지 간 다음에 중국의 펑더화이를 만났다. 한편, 국군과 미국은 압록강까지 올라갔으나, 10월 25일에 중국인민지원군이 300만의 대군과 함께 개입하자, 국군과 미군은 다시 후퇴하였으며 12월 4일에 평양에서 철수하였고, 1달 뒤인 1월 4일엔 서울을 다시 내주었지만 3월 15일에 서울을 되찾았다. 또한, 1951년 이후 휴전 때까지 지금의 군사분계선을 중심으로 소모전이 계속되었다. 1953년 7월 27일 교전 양측은 휴전에 합의하여 분단이 고착되었다.

### 군사분계선

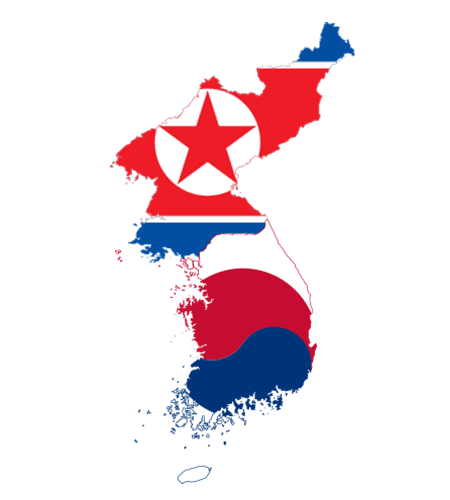
대한민국과 조선민주주의인민공화국이 수립된 지도(1953년~)

6.25 전쟁의 휴전과 함께 휴전 당시의 전선을 기준으로 군사분계선이 놓이게 되었다. 그 위치는 대략의 차이는 있으나 전쟁 이전의 삼팔선을 중심으로 동서에 걸쳐 놓이게 되었으며 동으로는 강원도 고성군에서부터 서로는 임진강에 이른다. 군사분계선은 한반도 분단의 상징이 되었다.

## 같이 보기
- 한반도 분쟁
- 남북통일
- 남북 관계
- 조선민주주의인민공화국의 역사
- 대한민국의 역사